# Обсада на Тобрук
Обсадата на Тобрук е продължително сражение между силите на Оста и Съюзниците (основно австралийската 9-а дивизия) по време на Северноафриканската кампания от Втората световна война. То започва на 10 април 1941, когато Африканския корпус на генерал-лейтенант Ервин Ромел атакува укрепения град, обсаждайки го за 240 дни.

## Прелюдия към битката
На 21 януари 1941 г. австралийската 6-а дивизия атакува италианския гарнизон разположен в Тобрук, по време на Операция Компас целяща да изтласка италианските войски от Либия и Тунис. След 12-часови боеве се предава италианския командир, генерал Петаси Манела, но той отказва да издаде заповед за предаване на града. Съпротивата продължава още няколко часа преди гарнизона да бъде победен. Загубите на австралийците са 49 убити и 306 ранени, докато италианските загуби наброяват 27 000 военнопленници.
На 24 март Ромел стартира първата си офанзива с новопристигналия Африкански корпус и до 10 април разузнавателни елементи достигат Тобрук. Ролите се разменят, този път австралийците са обсадени.
Австралийският командир, генерал-лейтенант Лесли Морсхед разделя периметъра, с дължина 50 километра, на три сектора. Целта на охраняващите ги три австралийски бригади е да не позволят пробив. 26-а заема западния, 20-а южния, а 25-а източния сектор. 9-а дивизия е подсилена с 18-а бригада от австралийската 7-а дивизия и британски артилерийски части. Морсхед нарежда повторно полагане на италианските телефонни кабели. Той иска да знае какво се случва на фронтовата линия, за да може да координира своите части. В резерв той държи бързоходци в случай, че телефонните линии са прекъснати от германска атака.

## Начало на бойните действия
В 4 часа на 10 април 1941 г. по време на свирепа пясъчна буря, патрул от австралийската 2-ра рота, 48-и батальон (9-а дивизия) забелязва, че са следвани от германски танк. Те успяват да се измъкнат преди да се завърнат в Тобрук. Това предупреждава австралийските части за опасността от наближаваща атака.
Първите изстрели при защитата на Тобрук са от пленени италиански полеви оръдия, използвани от войници от 2-ра рота, 28-и пехотен батальон, които са имали едноседмично обучение за работа с артилерия. Те наблюдават три германски бронирани коли, които приближават тяхната позиция.
Генерал Хайнрих фон Притвиц унд Гафрон е близо до фронтовата линия. Той наблюдава атаката, която води до унищожаване на мост, на войници от германския 8-и картечен батальон срещу възвишение. Генералът е добра цел за австралийските артилеристи. Той и шофьора му са сред първите жертви и двамата са убити. Престрелката продължава три часа, след което германците се изтеглят. Австралийските сапьори и инженери бързо изграждат минни полета.
Ромел решава да премине покрай Тобрук, да блокира основния път за Кайро и да обгради града. Благодарение на военноморското превъзходство на Съюзниците, градът винаги има продоволствия, а ранените войници са извеждани извън него. Обсадата на града се осъществява от три италиански пехотни дивизии и италианската бронетанкова дивизия Ариете, както и елементи от германската 5-а лека дивизия (единствената германска дивизия под командването на Ромел) под командването на генерал Кирчейм.

## Великденската атака
Следобед на 11 април 1941 г. германците и италианците се подготвят за координирана атака срещу града. За да се преувеличат наличните сили им е заповядано да вдигнат повече прах от обикновено. 5-и танков полк от 5-а лека дивизия е изпратена първа, за да оцени защитата. В рамките на един час, пет от германските танкове са унищожени, а останалите се оттеглят. В 15 часа войниците от 2-ра рота, 13-и батальон забелязват приближаването на около 400 германски войника. Огънят на австралийците принуждава германците да се оттеглят, заедно с убитите и ранените.
В 16 часа взвод от 2-ра рота, 17-и батальон забелязва 700 германци атакуващи тяхната позиция. Австралийците са превъзхождани числено и във въоръжение. Те разполагат само с две картечници Брен, няколко дузини пушки и две противотанкови пушки. Артилерията на австралийците открива огън и нанася значителни загуби на атакуващите, но германските войници продължават да напредват. Няколко групи от германски и италиански M13 танкове напредват срещу позицията. В подкрепление идват няколко съюзнически танка, които започват да стрелят над главите на пехотата. Танковете на Оста не могат да преодолеят поставените препятствия и се оттеглят, за да се прегрупират. Тази атака е отблъсната с цената на един убит от страна на Съюзниците.
Защитният план на Морсхед е агресивен. Той нарежда непрестанно патрулиране на противотанковите изкопи и поставяне на много мини. Агресивното патрулиране работи в негова полза. 2-ра рота, 13-и батальон се сблъсква с германска група носеща голямо количество експолозиви. Целта им е да взривят и двете страни на противотанков изкоп, за да улеснят преминаването на танковете, но са принудени да отстъпят.
В случаите, когато германските и италианските танкове достигат или преминават австралийските линии, откриват пехотата разположена в добре изградени отбранителни позиции, включително такива от първоначалния италиански гарнизон. В тези случаи австралийските защитници се концентрират върху германската и италианската пехота, знаейки че танковете не могат да ги достигнат, а втората защитна линия разполага с противотанкови оръдия. На 1 май при най-важната от тези атаки, осъществена от комбинирана италианско-германска бойна група, танковите части са отблъснати и пехотата остава известно време зад австралийските линии преди да бъдат измъкнати.
Австралийците постигат значителен успех при задържането на германската офанзива. Един военнопленник казва: „Не мога да ви разбера австралийците. В Полша, Франция и Белгия веднъж щом танковете пробият войниците приемаха, че са победени. Но вие сте като демони. Танковете преминават, а вашата пехота продължава да се бие.“ Ромел пише за видяното "група от петдесет или шейсет австралийски пленници [основно от рота В на 24-ти батальон]... маршируват близо зад нас – необикновено едри и силни мъже, които без съмнение представят елитна формация на Британската империя, този факт също така е доказан в битка."
Ромел обвинява в провала на атаката италианските части, най-вече пехотна дивизия Тренто. Всъщност вината е на батальон германски пехотни подкрепления, които на 1 май са съкрушени от британския артилерийски огън и отказват да атакуват пробива в позициите на австралийската 2-ра рота, 24-ти батальон. Също така в този случай полковият командир на 5-и танков полк, полковник Олбрих, необеснимо нарежда на играещата в този случай поддържаща роля част да се изтегли. Според авторите Дженц и Серле именно пехотния батальон от дивизия Тренто продължава атаката и пленява 50 австралийски войници.
Ромел е впечатлен от ръководството на защитата. Тежките загуби понесени от атакуващите водят до спорове между командирите на италианските дивизии и германската 5-а лека дивизия. Те решават да спрат атаките докато се извършат по-добри приготвления. Ромел решава да прекрати мащабните атаки до края на ноември 1941 г., очаквайки пристигането на повече германски части. Това му позволява да обучи войските си в изкуството на обсадната война.

## Обсадата
Два опита от страна на Съюзническите войски са направени преди да бъде вдигната обсадата:
- Операция Бойна брадва (15 юни – 17, 1941 г.)
- Операция Крусейдър (18 ноември – 10 декември, 1941 г.)

През по-голямата част от обсадата, Тобрук е защитаван от 9-а дивизия с командир Морсхед. Генерал Арчибалд Уейвъл нарежда градът да бъде удържан в продължение на осем седмици, но австралийците го държат повече от пет месеца. След това те постепенно са изтеглени през септември и са заменени от британската 70-а пехотна дивизия, полската независима бригада и чехословашкия 11-и пехотен батальон. Кралският флот също играе важна роля при защитата на Тобрук, като осигурява огнева поддръжка, продоволствия, свежи подкрепления и извеждане ранените.
Тобрук е най-дългата обсада във военната история на Британската империя и е първия неуспех на Африканския корпус. Въпреки всичко Ромел превзема Тобрук през 1942 г. при битката при Газала. Сред пленниците е основната част от южноафриканската 2-ра дивизия.